# Celaenorrhinus
Celaenorrhinus is een geslacht van vlinders van de familie dikkopjes (Hesperiidae), uit de onderfamilie Pyrginae.

## Soorten
- C. ambareesa (Moore, 1865)
- C. ambra Evans, 1937
- C. anchialus (Mabille, 1878)
- C. asmara (Butler, 1879)
- C. aspersa Leech, 1891
- C. astrigera (Butler, 1877)
- C. aurivittata (Moore, 1878)
- C. badia (Hewitson, 1877)
- C. bakolo Miller, 1954
- C. bazilanus (Fruhstorfer, 1909)
- C. beni Bethune-Baker, 1908
- C. bettoni Butler, 1902
- C. bitjena Evans, 1937
- C. boadicea (Hewitson, 1877)
- C. consanguinea Leech, 1891
- C. cynapes (Hewitson, 1870)
- C. chrysoglossa (Mabille, 1891)
- C. dargei Berger, 1976
- C. dhanada (Moore, 1865)
- C. eligius (Stoll, 1782)
- C. entellus (Hewitson, 1867)
- C. flavocincta (De Nicéville, 1887)
- C. fritzgaertneri (Bailey, 1880)
- C. galenus (Fabricius, 1793)
- C. hecqui Berger, 1976
- C. homeyeri (Plötz, 1880)
- C. horishanus Shirôzu, 1963
- C. humbloti (Mabille, 1884)
- C. illustris Mabille, 1891
- C. illustroides Miller, 1971
- C. inaequalis Elwes & Edwards, 1897
- C. jao (Mabille, 1889)
- C. kasai Evans, 1956
- C. kiku Hering, 1918
- C. kivuensis Joicey & Talbot, 1921
- C. kurosawai Shirôzu, 1963
- C. leucocera (Kollar, 1848)
- C. lourentis de Jong, 1976
- C. macrostictus Holland, 1894
- C. maculosa (Felder & Felder, 1867)
- C. medetrina (Hewitson, 1877)
- C. mokeezi (Wallengren, 1857)
- C. monartus (Plötz, 1884)
- C. morena Evans, 1949
- C. munda (Moore, 1884)

- C. nigricans (De Nicéville, 1885)
- C. nigropunctata Bethune-Baker, 1908
- C. oscula Evans, 1949
- C. pahangensis Naylor, 1962
- C. patula De Nicéville, 1889
- C. perlustris Rebel, 1914
- C. pero De Nicéville, 1889
- C. pinratanai Eliot, 1984
- C. plagiatus Berger, 1976
- C. plagifera De Nicéville, 1889
- C. proxima (Mabille, 1877)
- C. pulomaya (Moore, 1865)
- C. putra (Moore, 1865)
- C. pyrrha De Nicéville, 1889
- C. ratna Fruhstorfer, 1909
- C. refulgens Oberthür, 1896
- C. ruficornis (Mabille, 1878)
- C. rutilans (Mabille, 1877)
- C. saroma Evans, 1952
- C. saturatus Elwes & Edwards, 1897
- C. selysi Berger, 1955
- C. shema (Hewitson, 1877)
- C. similis Hayward, 1933
- C. spilothyrus (Felder, 1868)
- C. stallingsi Freeman, 1946
- C. sumitra (Moore, 1865)
- C. suthina (Hewitson, 1877)
- C. suzannae Berger, 1976
- C. syllius (Felder & Felder, 1862)
- C. tibetana (Mabille, 1876)
- C. tritonae (Weeks, 1901)
- C. vagra Evans, 1952
- C. zanqua Evans, 1937
- C. zea Swinhoe, 1909